# Panicum cayoense
Panicum cayoense är en gräsart som beskrevs av Jason Richard Swallen. Panicum cayoense ingår i släktet vipphirser, och familjen gräs. Inga underarter finns listade i Catalogue of Life.